# Ouadi el-Jarf
Le ouadi el-Jarf est un oued, situé un peu au sud de la ville côtière de Zafarana et à une centaine de kilomètres au sud d'Ain Soukhna sur la mer Rouge. Daté des règnes de Snéfrou et de Khéops, son site archéologique est considéré comme le plus ancien port artificiel connu au monde. Les archives qui y ont été retrouvées permettent d'établir qu'il était une dépendance directe du chantier de la grande pyramide de Gizeh. De ses quais, aujourd'hui sous les eaux, les navires prenaient la mer, chargés de rapporter d'El-Markha (au sud de la péninsule du Sinaï) les minerais de cuivre utilisés pour la fabrication d'outils et la turquoise utilisée aussi bien en bijoux qu'en ornements de décoration.

## Découvertes
La première description des vestiges de ce site est faite par les Britanniques Sir John Gardner Wilkinson et James Burton qui le visitent en 1823. Un passage des notes de voyage de Wilkinson, publiées en 1832 à son retour d’Égypte, décrit à cet endroit des catacombes aménagées dans un monticule rocheux non loin de la côte.
Dans les années 1950, le site est à nouveau signalé par deux archéologues amateurs. Mais ce n’est qu'à partir de 2011 qu’une véritable étude archéologique du site a pu être lancée par l’université Paris-Sorbonne et l'Institut français d'archéologie orientale. En juin 2011, une première campagne sur le terrain a permis d’en identifier les différentes composantes, et d’en dresser un plan topographique complet.
Il s'agit d'un système d'une trentaine de galeries-entrepôts, longues en moyenne d’une vingtaine de mètres, larges de trois mètres, et hautes de deux mètres et, plus à l'est, des campements datant de l'Ancien Empire. Certaines galeries contenaient encore un important dépôt de grosses jarres de stockage, ayant probablement servi de containers à eau, portant inscrit à l’encre rouge le nom des « Connus des Deux-Horus d'or », formé sur le nom d'Horus d'or de Khéops.
Deux autres campagnes de fouille, mars/avril 2012 et mars/avril 2013, ont permis d'approfondir les découvertes, en particulier entre les entrées de deux galeries, d'une concentration de papyri qui y sont depuis les dernières phases d’occupation du site et datés « après le 13e recensement » du règne de Khéops. Parmi ceux-là, un document exceptionnel, dont de très nombreux fragments ont été découverts, concerne le journal de bord d’un fonctionnaire memphite nommé Merer, qui détaille chaque jour les grandes lignes de son activité, en particulier la livraison des pierres servant à la construction de la grande pyramide.
De l'autre côté du golfe de Suez, à Tell Ras Budran, un fort y a été construit à la IVe dynastie, au XXVIe siècle avant notre ère ; certains suggèrent qu'il était lié au port, puisque le port était le quartier général de certaines expéditions minières dans le Sinaï pendant la construction de la grande pyramide.